# Валтер фон Болтенщерн
Валтер фон Болтенщерн (на немски: Walter von Boltenstern) е германски офицер, служил по време на Първата и Втората световна война.

## Биография

#### Ранен живот и Първа световна война (1914 – 1918)
Валтер фон Болтенщерн е роден на 26 ноември 1889 г. в Бреслау, днешна Полша. Постъпва в армията и през 1910 г. става офицерски кандидат (фаненюнкер). Участва в Първата световна война и я завършва със звание хауптман.

#### Втора световна война (1939 – 1945)
В началото на Втората световна война командва 71-ви пехотен полк. На 1 юли 1940 г. поема командването на 29-а пехотна дивизия. Между 20 януари 1942 и 10 май 1944 г. командва 179-а танкова дивизия. Към януари 1945 г. се оттегля от активна служба, но е пленен от Червената армия на 8 май същата година. Умира в плен на 19 януари 1952 г.

## Военна декорация
| - Германски „Железен кръст“ (1914) – II (3 октомври 1914) и I степен (15 март 1915) - Германски Кръст „За военна заслуги“ (26 ноември 1916) - Хамбургски „Ханзейски кръст“ (?) - Баварски кръст „За военна заслуги“ (?) – IV степен с мечове (?) | - Германски орден „Кръст на честта“ (?) - Орден „Короната на Италия“ - Германски „Железен кръст“ (1939, повторно) – II (24 септември 1939) и I степен (2 октомври 1939) - Рицарски кръст (13 август 1941) |